# Epidemia dżumy na Malcie (1592–1593)
Epidemia dżumy na Malcie w latach 1592–1593 – poważna epidemia dżumy (malt. pesta) na Malcie, rządzonej wówczas przez Zakon św. Jana. Przebiegała ona w trzech falach pomiędzy czerwcem 1592 a wrześniem 1593, podczas drugiej pandemii tej choroby, i spowodowała na Malcie około 3000 zgonów, co stanowiło około 11% populacji. Choroba została przywieziona na Maltę przez toskańskie galery, które przechwyciły statki z Aleksandrii. W 1593 Zakon zwrócił się do Sycylii o pomoc w walce z epidemią, a podjęte środki skutecznie powstrzymały zarazę.

## Tło
W momencie wybuchu epidemii Malta była rządzona przez Zakon św. Jana. Niektóre źródła podają, że dżuma została sprowadzona na Maltę około 1575, ale istnieją zapisy o wybuchach choroby na Malcie przed przybyciem Zakonu. Epidemie wystąpiły w latach 1427–1428 i 1523, przy czym ta ostatnia ograniczyła się do miasta Birgu. 

## Epidemia
Epidemia dżumy, która rozpoczęła się w 1592 dotarła na Maltę pośrednio z Aleksandrii w Egipcie rządzonym wówczas przez Turków. Cztery galery Wielkiego Księstwa Toskanii lub Zakonu św. Stefana schwytały dwa statki z Aleksandrii i zabrały ich ładunek wraz z około 150 tureckimi jeńcami na Maltę. W drodze na pokładzie statków wybuchła zaraza, w wyniku której zmarło 20 członków załogi. Galery przybyły na Maltę 7 maja 1592.
Zaraza rozprzestrzeniała się na Malcie różnymi falami, z których pierwsza rozpoczęła się w czerwcu 1592. Kiedy wybuchła epidemia, początkowo uznano ją za chorobę weneryczną. Epidemia ustąpiła do września, ale druga fala rozpoczęła się w listopadzie. Sytuacja ustąpiła do stycznia 1593 i sądzono, że epidemia się skończyła. Trzecia i ostatnia, ale najpoważniejsza fala rozpoczęła się w marcu 1593 i szybko rozprzestrzeniła się po całej wyspie. Epidemia zakończyła się ostatecznie we wrześniu 1593.

### Przeciwdziałanie

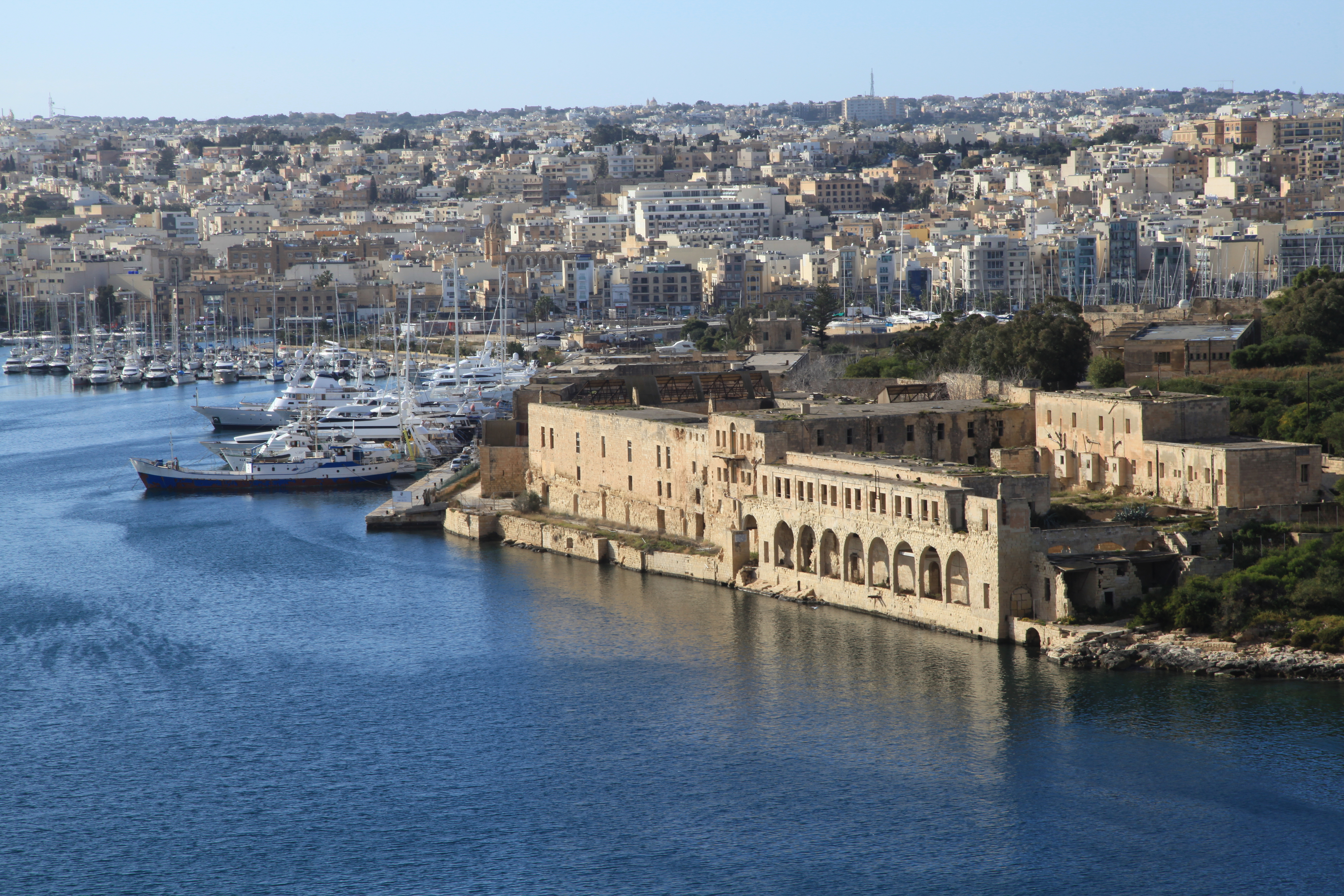
Lazzaretto na Isolotto (dziś Manoel Island), zbudowane w XVII wieku na miejscu szpitala izolacyjnego używanego podczas epidemii 1592–1593

W 1592 roku Infermeria delle Schiavi w Birgu, szpital dla galerników-niewolników, w którym wcześniej mieściła się Sacra Infermeria przed przeniesieniem do Valletty w 1575, został przekształcony w szpital izolacyjny. Kiedy epidemia malała na początku 1593, pacjentów przeniesiono do prywatnego domu, a tymczasowy szpital został zamknięty w lutym.
Gdy w marcu epidemia stała się bardziej dotkliwa, wielki mistrz Hugues Loubenx de Verdalle zwrócił się o pomoc do wicekróla Sycylii, który wysłał Pietro Parisi z Trapani, lekarza, który miał doświadczenie z chorobami zakaźnymi. Po przybyciu na Maltę 15 maja, Parisi wraz z komisarzami ds. zdrowia oraz maltańskim lekarzem Gregorio Mamo, przejął kontrolę nad zwalczaniem epidemii. Na wyspie w porcie Marsamxett znanej jako Isolotto (która później stała się znana jako Wyspa Manoela) utworzono tymczasowy szpital izolacyjny. Wysłano tam 900 osób z podejrzeniem choroby oraz potwierdzonych przypadków, i trzymano je odseparowane od siebie. Reszta populacji została powiadomiona, aby izolować się we własnych domach, przy czym tylko jedna osoba na rodzinę mogła codziennie wychodzić na zakupy. Zalecenia te były egzekwowane surowymi karami, w tym chłostą i karą śmierci.
W Valletcie, Birgu i Isli utworzono w pobliżu morza miejsca do mycia, w których ludzie z podejrzeniem zarażenia mogli się umyć, próbując oczyścić siebie i swoje ubrania. Ściany domów z potwierdzonymi lub podejrzewanymi przypadkami choroby przemywano wodą morską i wybielano wapnem, podobne środki podjęto na cmentarzach. W stolicy zabijano psy, zaś kotów nie, ponieważ uznano je za przydatne w kontrolowaniu populacji szczurów, mimo że w tamtym czasie nie było wiadomo, że są one przyczyną choroby.
Przed czerwcem 1593 epidemia zaczęła ustępować, zaczęto oczyszczać wyspę, aby usunąć wszelkie ślady choroby, które mogłyby pozostać. Tymczasowy szpital został zburzony w październiku 1593, a w styczniu 1594 uznano, że wyspa jest definitywnie wolna od zarazy.

## Wpływ zarazy na wyspę

### Liczba ofiar śmiertelnych i wpływ na demografię
Uważa się, że liczba ofiar epidemii wyniosła około 3000 osób, co stanowiło 11% populacji wysp.
Wiele małych wiosek lub osad straciło podczas epidemii większość swojej populacji, a później zostało porzuconych lub wchłoniętych przez pobliskie miejscowości.

### Cmentarze
W czasie epidemii dżumy w latach 1592–1593 zmarłych chowano nie w kościołach, ale na zewnętrznych cmentarzach dżumowych, które utworzono specjalnie do walki z epidemią. Był to pierwszy odnotowany przypadek, kiedy takie cmentarze zostały założone na Malcie, podobne cmentarze powstały również w późniejszych poważnych wybuchach choroby, jak np. w latach 1675–1676 i 1813–1814.

## Pozostałości
Epidemia dżumy wybuchła ponownie na Malcie w 1623, chociaż była znacznie mniejsza niż ta z lat 1592–1593. Zaczęła się w gospodarstwie domowym strażnika portu i możliwe, że było to spowodowane kontaktem z odpadkami z wcześniejszej epidemii. Podjęto rygorystyczne środki, a epidemia została powstrzymana, powodując zaledwie 40 zgonów. Dwie kolejne epidemie na Malcie wybuchły w odstępie dwudziestu lat: pierwsza o ograniczonym zasięgu w 1655, zabiła 20 osób oraz ogromna epidemia w latach 1675–1676, która zabiła około 11 300 osób, znaczną część populacji wyspy.
W XVII wieku na Isolotto, w miejscu tymczasowego szpitala dżumowego z lat 1592–1593 zostało zbudowane stałe Lazzaretto.